# دالان‌کن خاکستری
دالان‌کن خاکستری (نام علمی: Geositta maritima) نام یک گونه از سرده دالان‌کن‌ها است.